# Potôčky (okres Stropkov)
Potôčky (rusínsky Потiчкы) jsou obec na Slovensku v okrese Stropkov ležící v údolí Ondavské vrchoviny. Žije zde 70 obyvatel. První zmínka o obci je z roku 1567.

## Geografie
Obec se nachází v Nízkých Beskydech v Ondavské vrchovině na Potôčském potoce, přítoku Vojtovce v povodí Ondavy. Střed obce se nachází v nadmořské výšce 244 m n. m. a je vzdálen 10 km od Stropkova (po silnici).
Sousedními obcemi jsou na severozápadě a severu Breznička, na východě Soľník, na jihovýchodě a jihu Korunková a na západě Vojtovce.

## Historie
Potôčky byly poprvé písemně zmíněny v roce 1567 jako Patachko. Obec byla součástí panství Stropkov, v 18. a 19. století majetkem rodu Keglevičů. V roce 1715 zde byly čtyři opuštěné a osm obydlených domácností. V roce 1787 měla obec 15 domů a 160 obyvatel, v roce 1828 zde bylo 17 domů a 133 obyvatel, kteří se živili pastevectvím a zemědělstvím. Během zimní bitvy v Karpatech na jaře 1915 se v okolí obce odehrály boje mezi rakousko-uherskými a ruskými jednotkami.
Do roku 1918 patřila obec, která ležela v okrese Semplín, k Uherskému království a poté k Československu (dnes Slovensko). Již v době první Československé republiky se obyvatelé živili zemědělstvím. Za druhé světové války byla obec kvůli podpoře partyzánů zapálena nacistickými německými jednotkami. Po druhé světové válce někteří obyvatelé dojížděli za prací do Svidníku.

## Obyvatelstvo
Podle sčítání lidu z roku 2011 žilo v Potôčkách 60 obyvatel, z toho 32 Rusínů a 27 Slováků. Jeden obyvatel neuvedl svou národnost.
28 obyvatel se hlásilo k řeckokatolické církvi, 25 obyvatel k pravoslavné církvi a 4 obyvatelé k římskokatolické církvi. Dva obyvatelé byli bez vyznání a vyznání jednoho obyvatele nebylo uvedeno.

## Památky
- Řeckokatolický chrám Ochrany svaté Bohorodičky z roku 1846[3]